# Ляпіс-98
«Ляпіс 98» — рок-гурт, проєкт Сергія Міхалка. Музиканти виконують старі хіти «Ляпіса Трубецького» 1990-х і початку 2000-х років.
Створення колективу планувалося ще в 2010 році, проте він був утворений лише 14 квітня 2016 року учасниками гурту «Brutto» і колишніми учасниками гурту «Ляпіс Трубецькой». Перший виступ гурту відбувся 21 квітня 2016 року. Спеціально для проєкту була записана нова пісня під назвою «Брежнєв», на неї також був знятий відеокліп.
У травні 2020 року колектив випустив збірку невідомих пісень «Ляпіса Трубецького» на 23 композиції «Неизвестные песни Ляписов».

## Склад

### Поточний склад
- Сергій Міхалок — вокал
- Петро Лосевський (Петя Лелека) — ударні (з 2020)
- Алесь-Франтішек Мишкевич — бас-гітара, бек-вокал (з 2019)
- Павло Величко — гітара (з 2020)
- Павло Міхалок — клавішні (з 2020)
- Валерій Чесноков (Громозека) — тромбон, бек-вокал (з 2020)
- Владислав Сенкевич — труба, бек-вокал
- Андрій Барило — саксофон (з 2020)

### Колишні учасники
- Денис Стурченко — бас-гітара (2016-2019)
- Павло Третяк[be] — гітара, бек-вокал (2016-2020)
- Іван Галушко (Цибуля) — тромбон, бек-вокал (2016-2020)

## Дискографія

### Збірки
- 2018 — Ты кинула (Лучшие хиты за 25 лет)
- 2020 — Неизвестные песни Ляписов[be]

### Сингли
- 2017 — Брежнєв

### Відеокліпи
- 2017 — Брежнєв

## Сергій Міхалок про проєкт
«Так, для мене існують два різних гурти. Є «Ляпіс 98» – гурт, в складі якого на закритій вечірці за великі гонорари ми можемо заспівати старі пісні. І є «Ляпіс» нинішній – гурт, який публічно виконує тільки те, що нам самим цікаво і подобається. Мені цікаві люди, яким подобається те, що ми робимо зараз. Але за корпоратив ми отримуємо в три-чотири рази більше, ніж за альтернативний концерт.» 2010
«Мене вже десять років вмовляли шанувальники «раннього» клоунського способу виконувати що-небудь з «класики» і тільки зараз, завдяки маленькому синові, я можу це робити не змушуючи себе, а невимушено і з вогником.» 2016
«... Мені подобається, що ми легалізували «Ляпіс 98»... Я думаю, що готовий весело і від душі співати мій «клоунський» репертуар... У мене є татуювання Шапіто і відлітають в повітря кулі... Це в пісні «Ярмарки фарби» – ностальгія не відпустить назавжди... Я можу бути серйозним, дорослим, розважливим, але Циркач і Вуличний Гаер завжди живуть у мені! Я люблю радувати людей. Я люблю свою професію. Я люблю (і, сподіваюся, вмію...) співати свої пісні! І буду це робити в усіх своїх творчих проєктах щиро і від душі!» 2016